# DoNotPay
DoNotPay（ドーナッペイ）は、イギリス系アメリカ人の企業家のジョシュ・ブラウダー（英: Joshua Browder）によって創始された、法律サービス対話型人工知能である。その対話型人工知能はもともと交通違反切符を論議するよう作られたが、他のサービスでも同様に含むよう拡張されている。「ロボット弁護士」としての、DoNotPayはダウンロード可能なモバイルアプリケーションであって、3ヶ月につき6ドルのサブスクリプションでの費用をもって、法律サービスをするよう人工知能を使うことを可能にする。それは現在イギリスとアメリカ合衆国（の50州すべて）で利用可能である。

## サービス
DoNotPayは交通違反切符を争うためのひとつのアプリとして始まった、しかし移民の権利についての消費者の保護やその他の社会問題の範囲の、多くの異なった法律問題の類型において利用者を助ける機能を含むよう拡張されてきた。 その「ロボット弁護士」は公衆にたいして無償の法律相談を与えるような自動化の利用を可能とする。そのアプリケーションはワトソンによって支援されている。

## 受容
DoNotPayはBBC、ナショナル・パブリック・ラジオ、NBC、 ブルームバーグ・ニュース （英語:  Bloomberg News）とワシントンタイムズで取り上げられた。すべて無償の料金の、60パーセントの勝率を主張する、その対話型人工知能がロンドンとニューヨークで250,000以上の交通違反切符を争いそしてそれらの160,000に勝ったことを2016年にガーディアンは報じた。
ブラウダーの技術については雑多な批評を受けている。例えば、ガーディアンのブログ・ポストは
それが「Data Protection Act 1998に基づくダイレクト・マーケッティング用の個人情報を使わない印象的な申出書をまさに書き起こした」ことを指摘する。しかしながら、 リーガル・チーク （英語:  Legal Cheek ）は2016年に「明白に基本的な法律上の質問」でこのサービスを試し、そしてそれらの多くでそれが失敗したことを指摘した。
2023年に、ブラウダーは組織が法廷で実際に使われることを注目されたいことを主張したが、資格を持たない法的実践との警告があった後に中止させられた。NPR は、「何人かの観察者」が「注目される見かけ倒しの結果をその基本的な仕様として混同」して、そして会社の創設者のブラウダーが注目されることを求める姿勢であることで知られることを記した。